# عباس جمشیدی‌فر
عباس جمشیدی‌فر (زادهٔ ۱۷ شهریور ۱۳۵۹) بازیگر تئاتر، سینما و تلویزیون اهل ایران است.

## زندگی هنری
او حرفه خود را از اواخر دهه ۱۳۷۰ با بازی و نوشتن چند تئاتر شروع کرد و پس از چندی، با بازی در مجموعه تلویزیونی روزگار خوش حبیب آقا
چهره خود را به مردم نشان داد و در نهایت مجموعه تلویزیونی سه دونگ سه دونگ که در ماه رمضان از شبکه تهران پخش شد سکوی پرتاب او بود. با این که جمشیدی فر به تازگی فعالیت‌های خود را در ابعاد گسترده‌تری در تلویزیون ادامه می‌دهد اما می‌توان، او را یک بازیگر حرفه‌ای تئاتر دانست.
از جمله دیگر مجموعه تلویزیونی‌های او می‌توان به بیدارباش، باغ شیشه‌ای، خانه اجاره‌ای، پنج دری و خوشنام
و فیلم سینمایی خروس جنگی و دیوار اشاره کرد.

## فعالیت‌های هنری

### سینما
| سال  | عنوان                   | کارگردان                    |
| ---- | ----------------------- | --------------------------- |
| ۱۴۰۲ | باغ کیانوش              | رضا کشاورز حداد             |
| ۱۴۰۲ | شه‌سوار                  | حسین نمازی                  |
| ۱۴۰۲ | تمساح خونی              | جواد عزتی                   |
| ۱۴۰۱ | کت چرمی                 | حسین میرزامحمدی             |
| ۱۴۰۱ | قیف                     | محسن امیریوسفی              |
| ۱۳۹۹ | شیشلیک                  | محمدحسین مهدویان            |
| ۱۳۹۸ | چند می‌گیری گریه کنی ۲   | علی توکل نیا و حسن توکل نیا |
| ۱۳۹۷ | تورنادو                 | سید جواد هاشمی              |
| ۱۳۹۷ | زیرنظر                  | مجید صالحی                  |
| ۱۳۹۶ | دم‌سرخ‌ها                 | آرش معیریان                 |
| ۱۳۹۳ | زندگی به شرط چاقو       | عباس مرادیان                |
| ۱۳۹۳ | موقعیت خطرناک یک شهروند | سید محسن میر حسینی          |
| ۱۳۹۳ | شترمرغ                  | علی اسداللهی                |
| ۱۳۹۲ | کنار تو می‌خندم          | وحید حسینی                  |
| ۱۳۹۲ | کاغذ پر ماجرا           | علی میری رامشه              |
| ۱۳۸۶ | خروس جنگی               | مسعود اطیابی                |
| ۱۳۸۶ | دیوار                   | محمدعلی طالبی               |

### تلویزیون
| سال  | عنوان               | کارگردان                 | پخش               |
| ---- | ------------------- | ------------------------ | ----------------- |
| ۱۴۰۱ | خوشنام              | علیرضا نجف زاده          | شبکه یک           |
| ۱۴۰۰ | بچه مهندس ۴         | احمد کاوری               | شبکه دو           |
| ۱۳۹۹ | آخر خط              | علیرضا مسعودی            | شبکه سه           |
| ۱۳۹۹ | بچه مهندس۳          | علی غفاری                | شبکه دو           |
| ۱۳۹۷ | بچه مهندس۲          | علی غفاری                | شبکه دو           |
| ۱۳۹۷ | بچه مهندس۱          | علی غفاری                | شبکه دو           |
| ۱۳۹۵ | شهرک جیم            | علی شب خیز               | شبکه سه           |
| ۱۳۹۴ | آقا و خانم سنگی     | شاهد احمدلو              | شبکه سه           |
| ۱۳۹۳ | شیپورچی             | سید وحید حسینی           | فیلم تلویزیونی    |
| ۱۳۹۱ | بیدار باش           | احمد کاوری               | شبکه یک           |
| ۱۳۹۰ | خانه اجاره‌ای        | شاهد احمدلو              | شبکه سه           |
| ۱۳۹۰ | سه دونگ، سه دونگ    | شاهد احمدلو              | شبکه پنج          |
| ۱۳۹۰ | آقای مدیر           | مجید عباسی               | شبکه یک           |
| ۱۳۸۸ | باغ شیشه‌ای          | مهدی مظلومی              | شبکه دو           |
| ۱۳۸۸ | عید امسال           | سعید آقاخانی             | شبکه پنج          |
| ۱۳۸۷ | بزنگاه              | رضا عطاران               | شبکه سه           |
| ۱۳۸۷ | پیامک از دیار باقی  | سیروس مقدم               | شبکه یک           |
| ۱۳۸۶ | روزگار خوش حبیب آقا | مهدی مظلومی سعید آقاخانی | شبکه یک           |
| ۱۳۸۵ | مهمان خارجی         | محمد درمنش               | شبکه یک           |
| ۱۳۸۵ | مترسک               | شیوا درویش               | شبکه جهانی جام جم |
| ۱۳۸۴ | قصه‌های تهرانی       | امیرحسین قهرایی          | شبکه پنج          |

### نمایش خانگی
| سال       | عنوان                      | کارگردان                          |
| --------- | -------------------------- | --------------------------------- |
| ۱۴۰۴      | اجل معلق                   | عادل تبریزی                       |
| ۱۴۰۲      | سیاه چاله                  | حسین نمازی                        |
| ۱۴۰۲      | تی‌ان‌تی                     | حامد آهنگی                        |
| ۱۴۰۱      | ارتش سری                   | سعید ابوطالب                      |
| ۱۴۰۱      | سقوط                       | سجاد پهلوان‌زاده                   |
| ۱۴۰۰–۱۴۰۱ | جوکر                       | احسان علیخانی و سید حامد میرفتاحی |
| ۱۴۰۱      | یاغی                       | محمد کارت                         |
| ۱۴۰۰      | شب‌های مافیا                | سعید ابوطالب                      |
| ۱۴۰۰      | زخم کاری                   | محمد حسین مهدویان                 |
| ۱۳۹۹      | موچین                      | حسین تبریزی                       |
| ۱۳۹۸      | ریکاوری                    | بهادر اسدی                        |
| ۱۴۰۳      | قطب شمال سریال نمایش خانگی | امین محمودی یکتا                  |

### برنامه‌های تلویزیونی
| سال  | عنوان     | کارگردان       | پخش        |
| ---- | --------- | -------------- | ---------- |
| ۱۴۰۰ | خندوانه   | رامبد جوان     | شبکه نسیم  |
| ۱۳۹۹ | صبحی دیگر | رامین موسوی    | شبکه آموزش |
| ۱۳۹۹ | خونمونی   | علیرضا مسعودی  | شبکه نسیم  |
| ۱۳۹۸ | دوقلوها   | جمشید بیات ترک | شبکه دو    |

### تئاتر
| سال  | عنوان                       | کارگردان      | سمت               | مکان                           |
| ---- | --------------------------- | ------------- | ----------------- | ------------------------------ |
| ۱۳۷۹ | کجا میری اکبر آقا           | حامد شیدایی   | بازیگر            | تهران، جشنواره دفاع مقدس       |
| ۱۳۷۹ | چنان دل کندم از دنیا        | جواد عزتی     | بازیگر            | تهران، جشنواره فجر             |
| ۱۳۸۰ | دختر انار                   | بابک توسلی    | بازیگر            | همدان، جشنواره کودک            |
| ۱۳۸۰ | حراج                        | عباس جمشیدی‌فر | نگارش و کارگردانی | تهران، جشنواره باران           |
| ۱۳۸۰ | عروس جنگ                    | عقیل تقی‌زاده  | مدیر اجرایی       | تهران، جشنواره دفاع مقدس       |
| ۱۳۸۱ | ساحره سوزان                 | مه‌لقا باقری   | بازیگر            | تهران، تالار اصلی مولوی        |
| ۱۳۸۱ | مهمانی و سپاسگزاری          | سوسن رحیمی    | بازیگر            | تهران، جشنواره فجر             |
| ۱۳۸۲ | عباس                        | حسین محب‌اهری  | بازیگر            | تهران، تئاتر شهر، تالار نو     |
| ۱۳۸۲ | دن کیشت                     | عقیل تقی‌زاده  | بازیگر            | تهران، جشنواره فجر             |
| ۱۳۸۳ | آدم‌ها                       | جواد عزتی     | بازیگر            | تهران، جشنواره طلوع            |
| ۱۳۸۳ | بروشور                      | حامد شیدایی   | بازیگر            | تهران، جشنواره دانشجویی        |
| ۱۳۸۴ | هوراشیو                     | وحید نفر      | بازیگر            | تهران، تالار اصلی مولوی        |
| ۱۳۸۴ | حلاج                        | سیاوش طهمورث  | بازیگر            | تهران، تئاتر شهر، تالار قشقایی |
| ۱۳۸۴ | آندورا                      | میثم عبدی     | بازیگر            | تهران، تالار اصلی مولوی        |
| ۱۳۸۴ | پسر عموها                   | جواد عزتی     | بازیگر            | تهران، تالار سنگلج             |
| ۱۳۸۴ | یادداشت‌های روزانه یک دیوانه | مهرداد هنرمند | مدیر اجرایی       | تهران، تالار مولوی             |
|      | جولیوس سزار                 | مسعود دلخواه  | بازیگر            | تهران، تالار مولوی             |
| ۱۳۹۴ | اتفاقات                     | میثم عبدی     | بازیگر            | تماشاخانه باران                |
| ۱۳۹۶ | نیلوفر و نفت                | امیر دژاکام   | بازیگر            | تهران، تماشاخانه ایران شهر     |

## جوایز
- دریافت جایزه اول بازیگری برای بازی در نمایش «چنان دل کندم» به کارگردانی «جواد عزتی» از جشنواره تئاتر فجر؛ ۱۳۷۹
- دریافت جایزه دوم بازیگری برای بازی در نمایش «دختر انار» به کارگردانی «بابک توسلی» از جشنواره سراسری کودک؛ ۱۳۸۰
- دریافت جایزه سوم بازیگری برای بازی در نمایش «دن کیشوت» به کارگردانی «عقیل تقی‌زاده» از جشنواره فجر؛ ۱۳۸۲
- دریافت جایزه سوم بازیگری برای بازی در نمایش «آندورا» به کارگردانی «میثم عبدی» از جشنواره دانشجویی فجر.[۱]